# Marcello Maruzzo
Marcello (Túlio) Maruzzo, O.F.M. (23 de julho de 1929 - 1 de julho de 1981) era um padre italiano, missionário na Guatemala. Com Luis Obdulio Navarro, um franciscano secular, foram assassinados em 1981. Foram reconhecidos como mártires pela Igreja Católica e sua beatificação recebeu a aprovação do Papa Francisco, sendo celebrada em Izabal, na Guatemala, em 27 de outubro de 2018.

## Vida
Marcello Maruzzo nasceu em Vicenza, em 1959, para os camponeses pobres Angelo Maruzzo e Augusta Rappo, um dos oito filhos.
Maruzzo e seu irmão gêmeo Daniele entraram para a Ordem dos Frades Menores em 1940, iniciando o noviciado, e ambos receberam a sua ordenação ao sacerdócio do Cardeal Angelo Giuseppe Roncalli - o futuro Papa João XXIII - em 21 de junho de 1953. Maruzzo estudou para o sacerdócio em Chiampo antes de sua primeira aquisição do hábito em 1945 e sua profissão em 1951. Seu irmão deixou a Itália para ser missionário na América Central em dezembro de 1956. Maruzzo seguiu seu irmão deixando a Itália para a Guatemala em 1960. Ele se estabeleceu em Puerto Barrios em 16 de dezembro de 1960, aprendendo espanhol para poder se comunicar com as comunidades locais. Ele cuidava das necessidades dessas pessoas e celebrava a missa para eles, mas também mudou de aldeia em aldeia, onde trabalhou com a Caritas local distribuindo necessidades aos pobres, enquanto defendia os direitos dos camponeses. Ele evangelizou para eles e era conhecido por ser amigo dos pobres e dos sem-teto.
Maruzzo recebeu advertências, ameaças e intimidações para interromper seu trabalho. Ele foi acusado de ser um "padre comunista". Seus superiores temiam que a intimidação aumentasse, então eles transferiram Maruzzo para outro lugar, mas as ameaças continuaram. Foi durante a sua colocação final que ele conheceu e trabalhou ao lado de Luis Navarro, que era catequista.
Ele e Navarro estavam em uma reunião catequética quando os dois foram emboscados e mortos a tiros às 22h40 do dia 1º de julho de 1981.

## Beatificação
O processo de beatificação começou sob o Papa Bento XVI, em 10 de novembro de 2005. Posteriormente, a Congregação para as Causas dos Santos declarou o "nihil obstat" (sem objeções à causa) e os dois homens receberam o título de Servos de Deus. A investigação foi conduzida pelos vigários apostólicos de Izabal sob o bispo de Gabriel Peñate Rodríguez desde sua posse em 31 de janeiro de 2006 até seu fechamento em 15 de julho de 2008. Seus documentos de investigação foram para a CCS em Roma, que validou a fase diocesana de investigação em um decreto, emitido em 12 de fevereiro de 2010. A CCS recebeu o dossiê da Positio a partir da publicação posterior em 2014.
Os teólogos que aconselharam a congregação aprovaram o argumento de que os dois foram mortos em ódio à fé em sua reunião realizada em 31 de maio de 2016, enquanto os membros da CCS também confirmaram isso em 26 de setembro de 2017. O Papa Francisco confirmou sua beatificação em um decreto promulgado em 9 de outubro de 2017 em uma audiência com o prefeito da congregação.
A beatificação foi realizada em Izabal, Guatemala, em 27 de outubro de 2018.
O atual postulador dessa causa é o padre franciscano Giovangiuseppe Califano.